# Kandangjati Kulon
Kandangjati Kulon is een bestuurslaag in het regentschap Probolinggo van de provincie Oost-Java, Indonesië. Kandangjati Kulon telt 2134 inwoners (volkstelling 2010).